# Wilczęta (gromada)
Wilczęta – dawna gromada, czyli najmniejsza jednostka podziału terytorialnego Polskiej Rzeczypospolitej Ludowej w latach 1954–1972.
Gromady, z gromadzkimi radami narodowymi (GRN) jako organami władzy najniższego stopnia na wsi, funkcjonowały od reformy reorganizującej administrację wiejską przeprowadzonej jesienią 1954 do momentu ich zniesienia z dniem 1 stycznia 1973, tym samym wypierając organizację gminną w latach 1954–1972.
Gromadę Wilczęta z siedzibą GRN w Wilczętach utworzono – jako jedną z 8759 gromad na obszarze Polski – w powiecie pasłęckim w woj. olsztyńskim na mocy uchwały nr 23 WRN w Olsztynie z dnia 4 października 1954. W skład jednostki weszły obszary dotychczasowych gromad Bardyny, Gładysze i Wilczęta ze zniesionej gminy Wilczęta w tymże powiecie. Dla gromady ustalono 9 członków gromadzkiej rady narodowej.
1 stycznia 1960 do gromady Wilczęta włączono obszar zniesionej gromady Ławki oraz wsie Karwiny i Dębień ze zniesionej gromady Osiek w tymże powiecie.
31 grudnia 1961 z gromady Wilczęta wyłączono PGR-y Tatarki i Jankówka, włączając je do gromady Dobry w tymże powiecie; do gromady Wilczęta włączono natomiast wsie Księżno, Księżna Wola i Bronki oraz PGR Lipowa ze zniesionej gromady Nowica w tymże powiecie.
1 stycznia 1969 z gromady Wilczęta wyłączono obszar o powierzchni 50,33 ha znajdujący się przy granicy lasów państwowych Nadleśnictwa Młynary i wsi Dębiny i Bardyny, włączając 19 ha do gromady Bażyny i 31,33 ha do gromady Płoskinia w powiecie braniewskim w tymże województwie.
22 grudnia 1971 do gromady Wilczęta włączono miejscowości Jonkówko, Spędy i Tataraki ze zniesionej gromady Dobry w tymże powiecie.
Gromada przetrwała do końca 1972 roku, czyli do kolejnej reformy gminnej. 1 stycznia 1973 w powiecie pasłęckim reaktywowano gminę Wilczęta (od 1999 gmina znajduje się w powiecie braniewskim).